# Port Huron Prowlers
I Port Huron Prowlers sono una squadra di hockey su ghiaccio, di Port Huron, nel Michigan, che milita in Federal Hockey League.

## Storia
Il 31 gennaio del 2015 si era giocato alla McMorran Arena di Port Huron l'incontro della Federal Hockey League fra Danbury Whalers e Danville Dashers. Il buon successo di pubblico, oltre 1700 spettatori, spinse la lega a considerare la città come sede per una nuova franchigia.
Il successivo 2 aprile venne annunciata ufficialmente la nascita della squadra. Proprietario era Barry Soskin, già proprietario di Danville Dashers e Dayton Demonz. Dopo un concorso di idee, il successivo 5 luglio vennero annunciati il nome, il logo ed i colori sociali. Pochi giorni dopo Soskin annunciò lo scioglimento dei Demonz, ed i Prowlers ne acquisirono i giocatori.
I Prowlers hanno subito vinto il loro primo titolo, sconfiggendo nella finale i Danbury Titans.